# Rafał Marton
Rafał Andrzej Marton est un copilote polonais de rallye automobile né le 7 mai 1971 à Varsovie.

## Biographie
Rafał Marton est le père de Maciej Marton.

## Palmarès

### Résultats au Rallye Dakar
| Année | Categorie | Marque       | Poste                           | Position | Victoires d'etapes |
| ----- | --------- | ------------ | ------------------------------- | -------- | ------------------ |
| 2002  | auto      | Toyota       | copilote (de Łukasz Komornicki) | abd      |                    |
| 2003  | auto      | Mitsubishi   | copilote (de Łukasz Komornicki) | abd      |                    |
| 2004  | auto      | Mitsubishi   | copilote (de Łukasz Komornicki) | 14e      |                    |
| 2007  | auto      |              | copilote (de Grzegorz Baran)    | abd      |                    |
| 2010  | auto      | MAN          | copilote (de Grzegorz Baran)    | 20e      |                    |
| 2011  | auto      | MAN          | copilote (de Grzegorz Baran)    | 25e      |                    |
| 2012  | auto      | Mitsubishi   | copilote (de Adam Małysz)       | 37e      |                    |
| 2013  | auto      | Toyota Hilux | copilote (de Adam Małysz)       | 15e      |                    |
| 2014  | auto      | Toyota       | copilote (de Adam Małysz)       | 13e      |                    |
| 2015  | auto      | SMG Original | copilote (de Adam Małysz)       | abd      |                    |